# Sthenonia albida
Sthenonia albida is een schijfkwal uit de familie Ulmaridae. De kwal komt uit het geslacht Sthenonia. Sthenonia albida werd in 1829 voor het eerst wetenschappelijk beschreven door Johann Friedrich von Eschscholtz.